# Zöld Péter

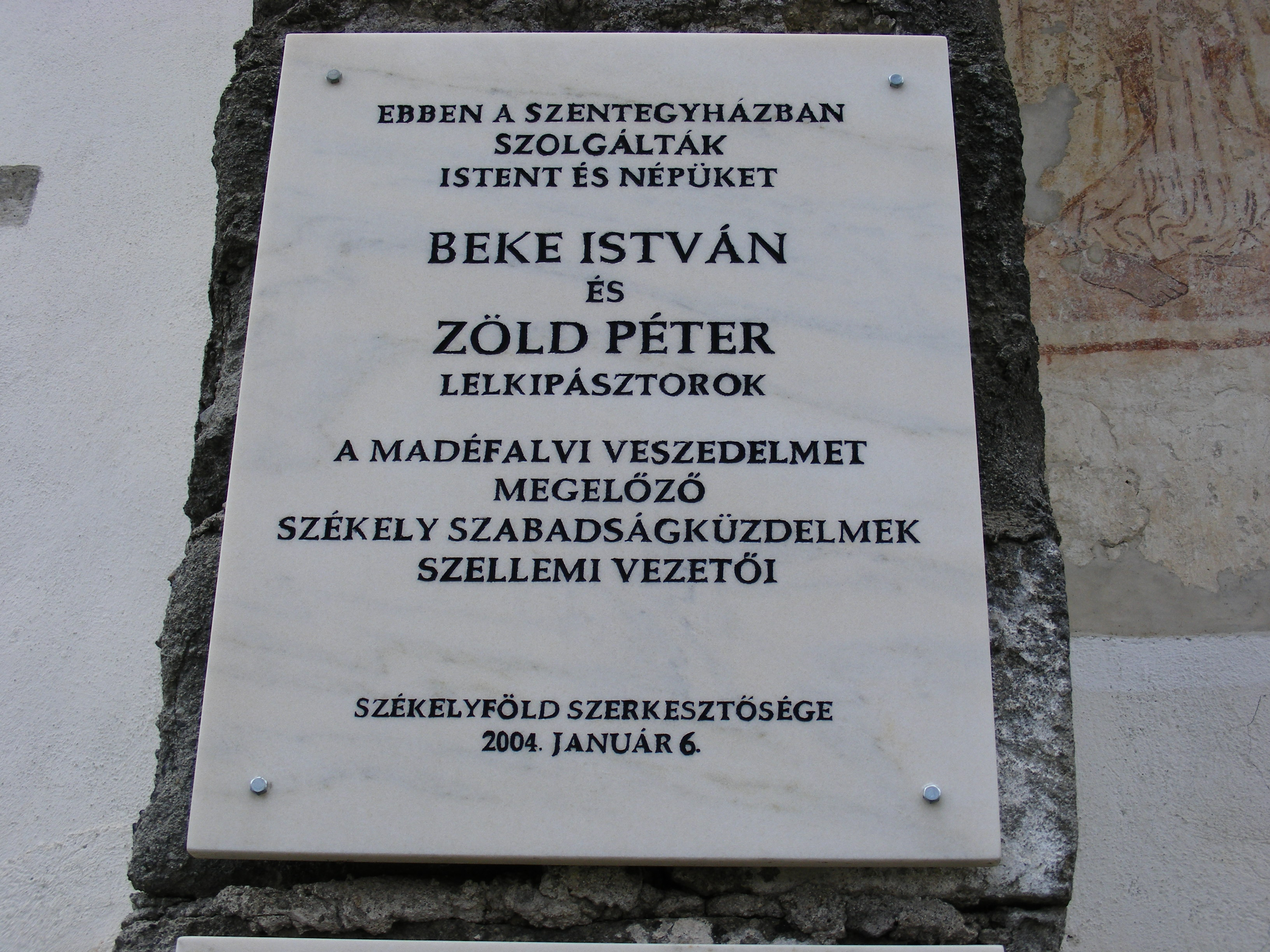
Emlékmű Zöld Péter és Beke István tiszteletére a csíkdelnei Szent János templom falán

Zöld Péter (Madéfalva, 1727. szeptember 21. – Csíkrákos, 1795. június 25.) római katolikus lelkész, az 1764-es, kényszersorozások elleni székely tiltakozás egyik vezetője. Miután a tiltakozás vérfürdőbe torkollott, Zöld Pétert négy év börtönre ítélték, azonban sikerült megszöknie, majd Moldvába, az ott élő csángók közé ment. A csángókról szóló írásai a moldvai magyarokról szóló első ismertetőknek számítanak. Időközben amnesztiát kapott, majd hazatért és Csíkrákoson lett plébános, itt is halt meg.

## Élete
Madéfalván született. Teológiai és bölcseleti tanulmányait Kolozsváron végezte, majd felszentelése után Csíkszentléleken lett plébános. Az 1763 végén kitört, a székely határőrezredek erőszakos felállítása elleni mozgalom élére állt, legfőbb segítői Beke István delnei, Németi József csíkszentmihályi és Szász János csíksomlyói esperes voltak.
A császári hadsereg 1764. január 7-én véget vetett a tiltakozásoknak azzal, hogy megtámadta Madéfalvát, az ellenállás fő fészkét és megközelítőleg 500 védtelen lakost lemészároltak (Madéfalvi vérengzés). Ezt követően Zöld Pétert és segítőit elfogták és bíróság elé állították őket. Mivel egyházi személyek voltak, nem világi bíróság, hanem egy Bajtay Antal által kinevezett bíróság ítélkezett felettük, így lényegesen enyhébb büntetést kaptak: négy év börtönre ítélték őket, amelyet Gyulafehérvár börtönében, kenyéren és vizen böjtölve kellett letölteniük.
Zöld Péter a fogságból háromszor is elszökött, de mindig visszavitték. Harmadszorra apjához, Zöld Jánoshoz menekült haza, azonban ide is utána jöttek és vissza akarták vinni Gyulafehérvárra. Útközben azonban madéfalvi székelyek kiszabadították a fogva tartói kezei közül, Zöld Péter pedig Moldvába menekült.
Moldvában gondozásába vette az ott élő magyarokat. Öt évi (1765 - 1770) ott tartózkodása alatt körbeutazta a csángó falvakat, még a Dnyeszter melletti Csöbörcsök faluba is eljutott, amelynek lakossága akkor még nagyrészt magyar volt. Értesüléseit megküldte Batthyány Ignác erdélyi püspöknek, valamint egy pozsonyi német nyelvű napilapnak.
Időközben püspöke kieszközölte számára az amnesztiát, majd hazahívta és Csíkrákosra helyezte plébánosnak. Itt is halt meg 1795. június 27-én. A helyi temetőben helyezték örök nyugalomra.

## Fő művei
- A moldvai magyarokról (1783)
- Batthyány püspökhöz küldött jelentés (1781)